# Sphinx du laurier-rose
Daphnis nerii
Espèce
Le Sphinx du laurier-rose (Daphnis nerii) est une espèce de lépidoptères (papillons) appartenant à la famille des Sphingidae, à la sous-famille des Macroglossinae, à la tribu des Macroglossini et au genre Daphnis. C'est un papillon migrateur de l'Afrique vers l'Europe.

## Description
Le Sphinx du laurier-rose a une envergure moyenne de 8 à 12 cm. Comme tous les Sphingidae, il a un corps trapu. Son corps et ses ailes sont verts ornés de lignes sinueuses d'un vert plus foncé et d'un rose saumon plus ou moins marqué.

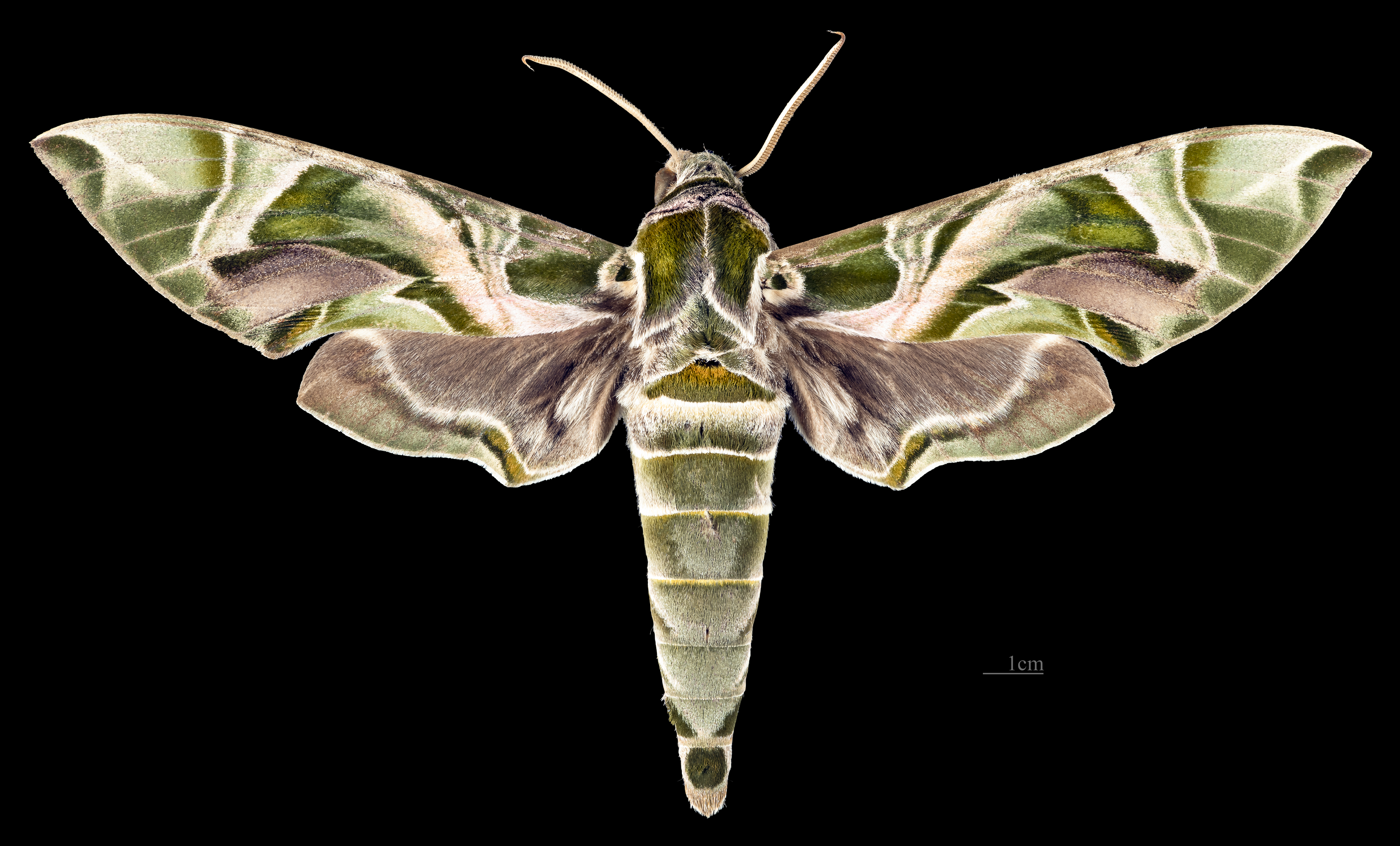
Avers du mâle (coll.MHNT)
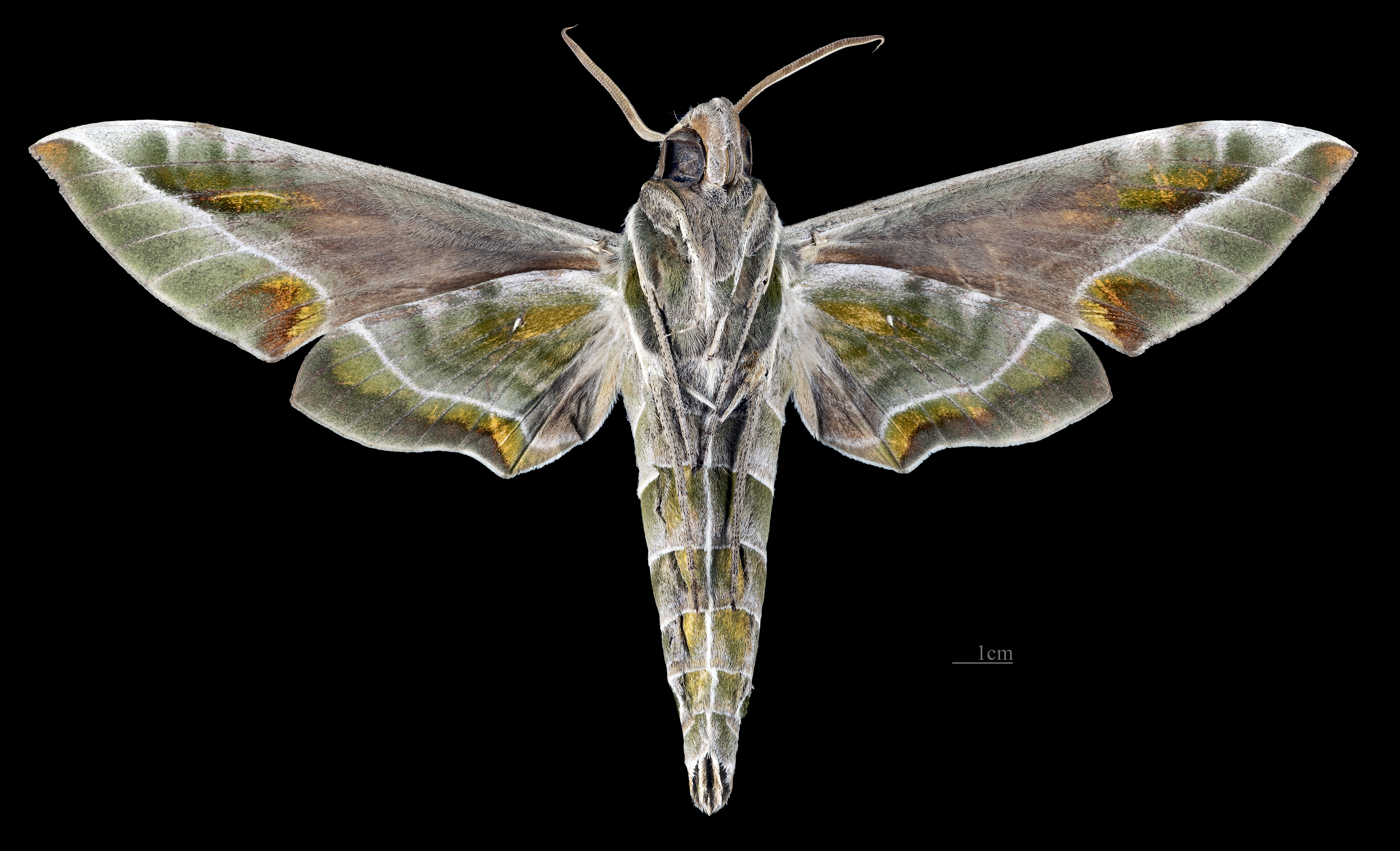
Revers du mâle (coll.MHNT)

### Chenille
La chenille peut être verte, jaune ou brune.

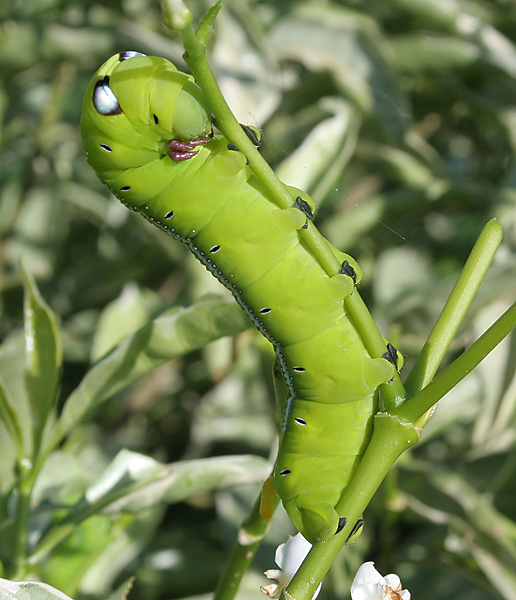
Chenille.
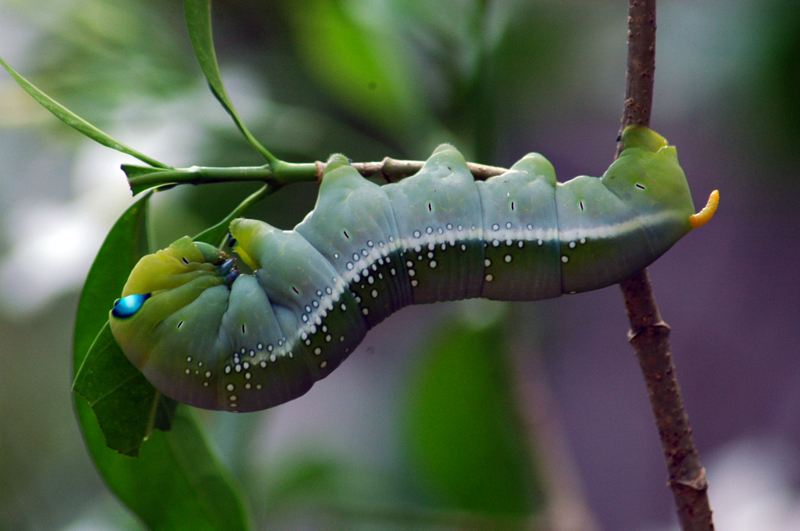
autre chenille
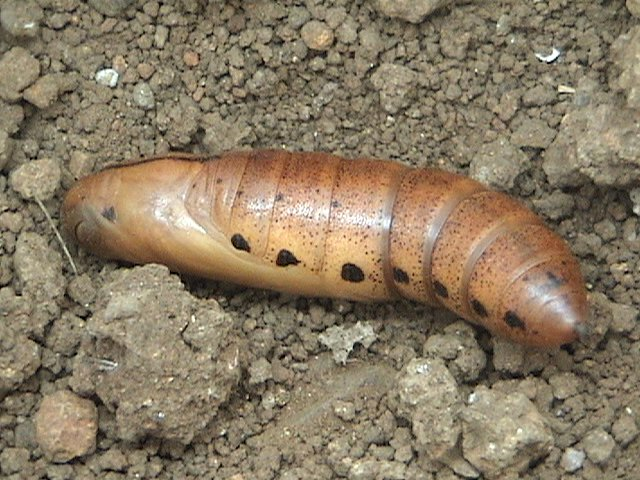
Chrysalide

## Biologie

### Période de vol et hivernation
C'est un papillon qui migre de l'Afrique subtropicale et tropicale vers l'Europe chaque année et qui ne peut y survivre au froid de l'hiver.
En Europe il est présent de juin à octobre en deux générations.

### Plantes hôtes
Ses plantes hôtes sont le laurier-rose et la pervenche ou la pervenche de Madagascar (Catharanthus roseus).

## Écologie et distribution
Il se rencontre de façon permanente en Afrique tropicale, en Afrique du Nord, dans l'est de l'Afghanistan, dans le sud-est de l'Asie et aux Philippines. Il est migrateur dans le sud et le centre de l’Europe, dans le sud de la Russie, en Inde et à Ceylan. Il s'est établi à Hawaï en 1974, et à l'Île de Guam,,.

Distribution de Daphnis nerii, en vert l'habitat permanent, en bleu les lieux de migration

### Biotope
En particulier les bords des rivières où poussent les lauriers roses.

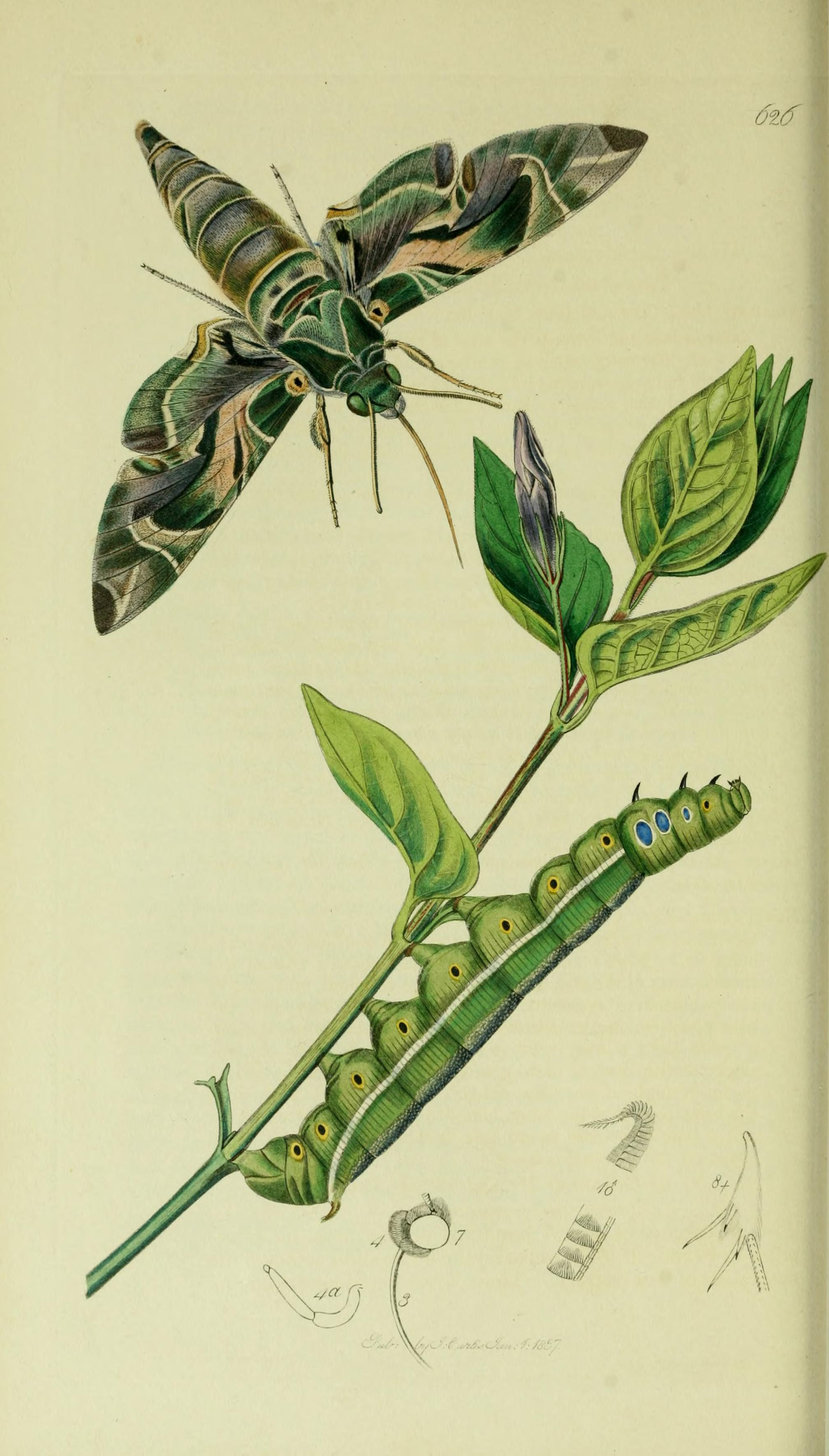
Illustration de la British Entomology

## Systématique
L'espèce a été décrite par le naturaliste suédois Carl von Linné en 1758 sous le nom initial de Sphinx nerii.

### Synonymie
- Sphinx nerii Linnaeus, 1758 Protonyme
- Deilephila nerii
- Daphnis nerii infernelutea Saalmüller, 1884
- Daphnis nerii confluens Closs, 1912
- Daphnis nerii nigra Schmidt, 1914
- Deilephila nerii bipartita Gehlen, 1934[10]

### Noms vernaculaires

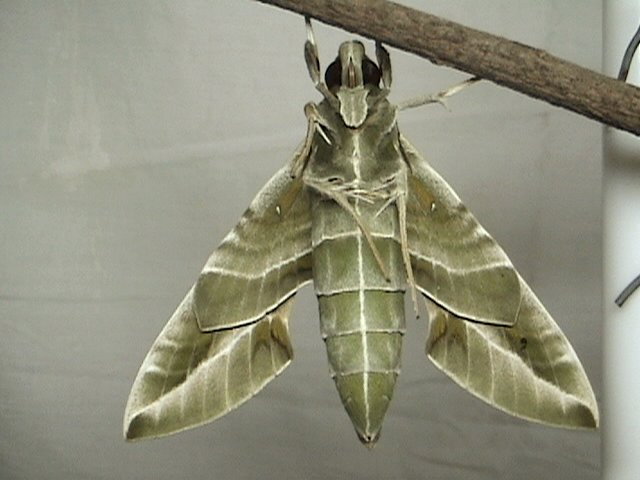
revers du Sphinx du laurier-rose

Le Sphinx du laurier-rose se nomme Oleander Hawk-moth en anglais, Oleanderschwärmer en allemand et Esfinge de la Adelfa en espagnol.

## Le Sphinx du laurier-rose et l'Homme

### Protection
Pas de statut de protection particulier.

### Philatélie
Ce papillon figure sur une émission d'Israël de 1965 (valeur faciale : 0,08 l).